# Clastoptera variabilis
Clastoptera variabilis is een halfvleugelig insect uit de familie Clastopteridae. De wetenschappelijke naam van deze soort is voor het eerst geldig gepubliceerd in 1939 door Lallemand.